# San José Iturbide
San José Iturbide là một đô thị thuộc bang Guanajuato, México. Năm 2005, dân số của đô thị này là 59217 người.